# Mühlgraben
Mühlgraben is een gemeente in de Oostenrijkse deelstaat Burgenland, gelegen in het district Jennersdorf (JE). De gemeente heeft ongeveer 500 inwoners.

## Geografie
Mühlgraben heeft een oppervlakte van 5,5 km². Het ligt in het uiterste zuidoosten van het land.
Deutsch Kaltenbrunn · Eltendorf · Heiligenkreuz im Lafnitztal · Jennersdorf · Königsdorf · Minihof-Liebau · Mogersdorf · Mühlgraben · Neuhaus am Klausenbach · Rudersdorf · Sankt Martin an der Raab · Weichselbaum